# Adele-ring
In de algebraïsche getaltheorie en de topologische algebra, deelgebieden van de wiskunde, is de adele-ring een topologische ring die is gebouwd op het lichaam (Ned) / veld (Be) van rationale getallen, of, meer in het algemeen, elk algebraïsch getallenlichaam. Het gaat om alle vervolledigingen van het lichaam/veld.
Het woord 'adele' is de afkorting voor een "additieve idèle". Adeles werden vóór ongeveer 1950 valuatievectoren of repartities genoemd.

## Definities
De profiniete voltooiing van de gehele getallen {\displaystyle \mathbb {Z} } is de inverse limiet van de ringen {\displaystyle \mathbb {Z} /n\mathbb {Z} }:
{\displaystyle {\hat {\mathbb {Z} }}=\varprojlim \mathbb {Z} /n\mathbb {Z} }
Door de Chinese reststelling is een Adele-ring isomorf met het product van alle ringen van {\displaystyle p}-adische gehele getallen:
{\displaystyle {\hat {\mathbb {Z} }}=\prod _{p}\mathbb {Z} _{p}}